# Västerdalarnas Flygklubb
Västerdalarnas Flygklubb är en flygklubb med eget flygfält i Dala-Järna och som bildades 1936.

## Tävlingar
Vid flygfältet i Dala-Järna arrangeras ofta större tävlingar som Segelflyg SM och Konstflyg SM. Detta tack vare ett ofta fördelaktigt väder och otrafikerade luftrum.

## Flygfesten
Ungefär vart tredje år håller VFK flygfest, vilken brukar vara en av norra Europas största civila flygshower. Tidigare deltagande flyggrupper har varit bland annat Red Arrows och Svenska Team 60. Antalet besökare brukar ligga mellan 20 000 - 40 000.